# Герб гмины Добре
Герб гмины Добре (пол. Herb gminy Dobre) — официальный символ гмины Добре, расположенной в Мазовецком воеводстве Польши.

## Описание
Герб гмины — изображённая на щите передняя половина чёрного кабана в белом (серебристом) поле.
Оригинальный текст (пол.)Herbem Gminy jest na tarczy przednia połowa dzika czarnego w polu białym/srebrnym/.— Oficjalny serwis internetowy gminy Dobre
Существует несколько версий, объясняющих происхождение герба гмины Добре. Согласно одной из них, высокий сановник Мазовии убил во время охоты в окрестных лесах впечатляющего своими размерами кабана. Согласно другой версии, могучий кабан ранил или убил знатного охотника.

## История
Герб известен с начала XVI века по изображению на печати основанного в 1530 году Сигизмундом I города Добре. Оттиски печати имеются на документах, датированных 1533 и 1534 годами и хранящихся, соответственно, в Музее Чапских в Кракове и в Национальном музее в Варшаве.